# Pont de Greenpoint Avenue
Pour les articles homonymes, voir Greenpoint.
Le pont de Greenpoint Avenue (Greenpoint Avenue Bridge en anglais) est un pont à bascule routier permettant à Greenpoint Avenue (en) de franchir l'estuaire de Newtown Creek entre les quartiers de Greenpoint (Brooklyn) et de Blissville (Queens), à New York. Également connu sous le nom de J. J. Byrne Memorial Bridge, il est nommé d'après James J. Byrne, qui fut Président de l'arrondissement de Brooklyn de septembre 1926 jusqu'à sa mort le 14 mars 1930. Avant son mandat de Président, Byrne était le Commissaire des travaux publics de Brooklyn.

## Caractéristiques

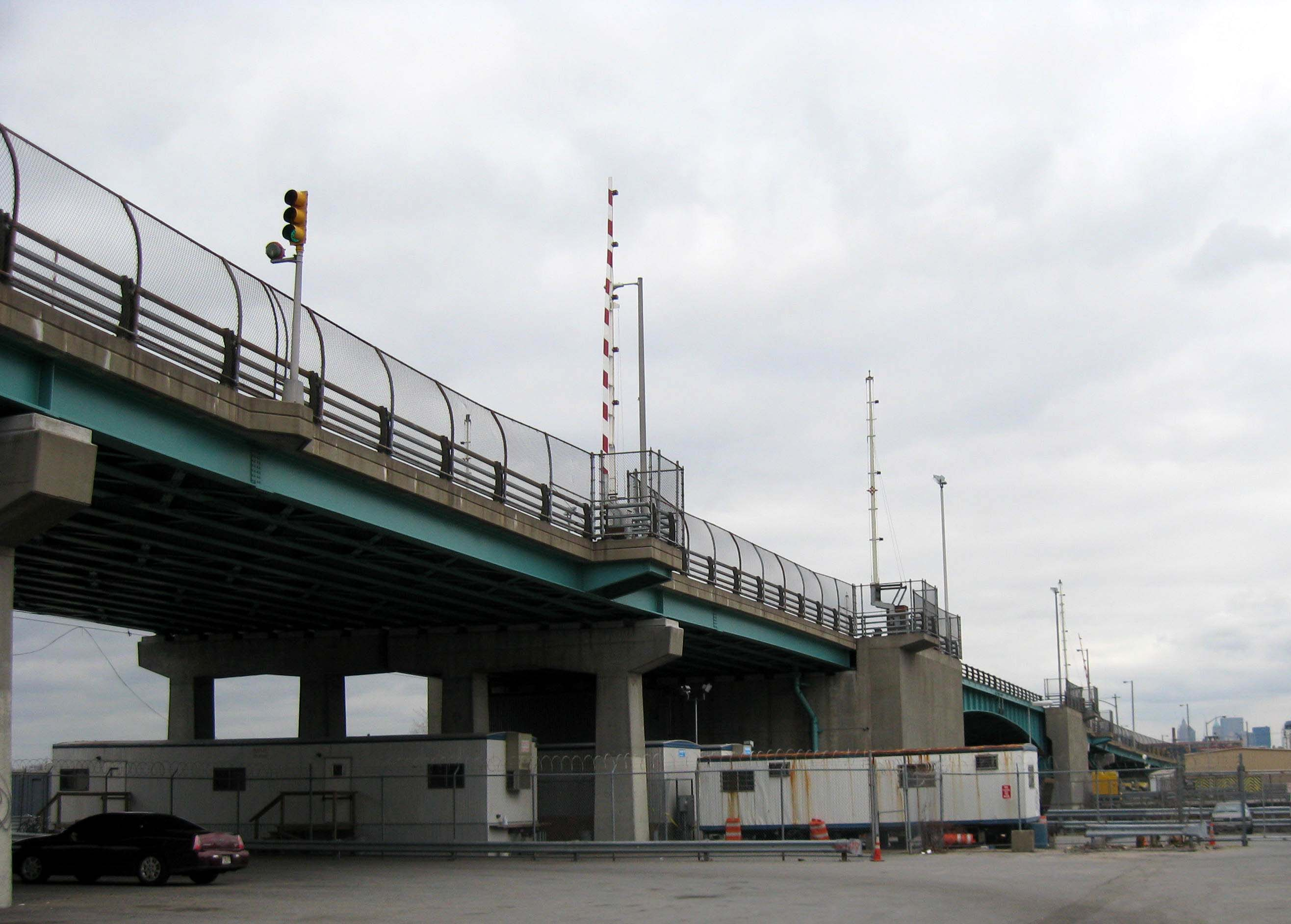
Vue du pont depuis le Queens

Le pont de Greenpoint Avenue est situé à environ 2,2 kilomètres de l'embouchure de Newtown Creek. Il se trouve entre la Kingsland Avenue de Greenpoint et la Review Avenue de Blissville.
La structure du pont est composée de poutres d'acier.
La chaussée du pont comprend quatre voies de circulation (deux par sens), un marquage routier d'une largeur de 1,2 mètre sur chaque côté, ainsi qu'une piste cyclable et un trottoir de chaque côté. La largeur de la route est de 8,6 mètres et les largeurs des trottoirs nord et sud atteignent respectivement 4,0 et 3,7 mètres.

## Histoire
Le pont de Greenpoint Avenue est le sixième pont traversant Newtown Creek à cet endroit. Dans les années 1850, l'homme d'affaires Neziah Bliss fait construire le premier pont à bascule, appelé Blissville Bridge. Trois autres ponts se succèdent à cet emplacement, puis une nouvelle structure, dont la construction coûte 58 519 dollars, voit le jour en mars 1900. Ce pont voit ses protections centrales, sa culée sud et sa superstructure endommagées lors d'un incendie en 1919 ; l'édifice subit alors des réparations et une légère extension. Jusqu'à cette période, le pont de Greenpoint Avenue était emprunté par les trains de banlieue de la Long Island Rail Road.
En 1929, un nouveau pont est ouvert, mais à cause de problèmes mécaniques, il est remplacé par la structure actuelle en 1987.
Conçu par les architectes Hardesty & Hanover, le pont de Greenpoint Avenue reçoit le prix de l'American Institute of Steel Construction (en) en 1991.
Le 30 mars 2009, le maire de New York, Michael Bloomberg, tient une conférence de presse au pont de Greenpoint Avenue, où il annonce que la mairie s'apprête à recevoir une dotation fédérale de 6 millions de dollars, qui seront utilisés pour réhabiliter la structure. 
En 2011, le New York City Department of Transportation propose une extension de la bande cyclable de Greenpoint Avenue jusqu'à Brooklyn en passant par le pont. Les entreprises locales de Greenpoint s'opposent au projet, car il entraînerait une suppression de cinquante places de parking. Cependant, une piste cyclable est ajoutée sur le pont en juin 2015,.

## Circulation
En 2008, le pont de Greenpoint Avenue a accueilli 26 926 véhicules et environ 600 cyclistes par jour en moyenne.